# Трендафил Станков
Трендафил Станков-Тренди е бивш български футболист, нападател и треньор.

## Биография
Роден е на 14 юли 1923 г. в София, починал на 29 май 2001 г. Играл е за Ботев (София) (1941 – 1946), Септември (1946 – 1948), Спартак (София) (1949 – 1950) и Спартак (Варна) (1950 – 1954) и Локомотив (София) (1955). Дебютира в „А“ националния отбор през 1946 г. срещу Югославия. Играе в незабравимия мач срещу Унгария, когато побеждаваме знаменития отбор на Пушкаш, Кочиш, Хидекути, Цибор и компания. Има 17 мача и 5 гола в „А“ националния отбор (1946 – 1950). „Заслужил майстор на спорта“ от 1961 г. Състезателната си дейност прекъсва рано, поради тежка контузия, без да изяви докрай възможностите си като футболист. По-късно работи като треньор в Спартак (Варна), Локомотив (София) и Светкавица (Търговище). Носител на националната купа като треньор с Локомотив (София), носител на Купата на съветската армия като треньор на „Септември“.